# Chudavina
Chudavina, jedna od tri podgrupe pravih Coronado Indijanaca, jezične porodica zaparoan, s ušća rijeke Bobonaza u graničnom području Perua i Ekvadora. Skupinu Coronado čine s podgrupama Taroqueo i Miscuara.
Rana populacija Chudavina iznosila je oko 1.000 na gornjoj Bobonazi, i za njih se kaže da su bili prijatelji Coronado indijanaca